# 西氏東瀛鯉
西氏東瀛鯉（學名：Nipponocypris sieboldii），為輻鰭魚綱鯉形目鲴科東瀛鯉属的其中一種。分布於亞洲日本琵琶湖流域，體長可達12.5公分，棲息在湖泊底中層水域，生活習性不明。

## 扩展阅读
維基物種上的相關：西氏東瀛鯉